# Антіс Тауншип (округ Блер, Пенсільванія)
Антіс Тауншип (англ. Antis Township) — селище (англ. township) в США, в окрузі Блер штату Пенсільванія. Населення — 6478 осіб (2020).

## Демографія
Згідно з переписом 2010 року, у селищі мешкало 6499 осіб у 2720 домогосподарствах у складі 1910 родин. Було 2846 помешкань
Расовий склад населення:
| - 98,9 % — білих - 0,3 % — чорних або афроамериканців - 0,2 % — азіатів - 0,1 % — корінних американців |

До двох чи більше рас належало 0,4 %. Частка іспаномовних становила 0,5 % від усіх жителів.
За віковим діапазоном населення розподілялося таким чином: 19,7 % — особи молодші 18 років, 59,6 % — особи у віці 18—64 років, 20,7 % — особи у віці 65 років та старші. Медіана віку мешканця становила 46,8 року. На 100 осіб жіночої статі у селищі припадало 94,4 чоловіків;  на 100 жінок у віці від 18 років та старших — 90,9 чоловіків також старших 18 років.
Середній дохід на одне домашнє господарство  становив 65 189 доларів США (медіана — 63 110), а середній дохід на одну сім'ю — 71 375 доларів (медіана — 66 717). Медіана доходів становила 48 355 доларів для чоловіків та 33 656 доларів для жінок. За межею бідності перебувало 6,6 % осіб, у тому числі 8,3 % дітей у віці до 18 років та 8,3 % осіб у віці 65 років та старших.
Цивільне працевлаштоване населення становило 3334 особи. Основні галузі зайнятості: освіта, охорона здоров'я та соціальна допомога — 24,4 %, роздрібна торгівля — 12,6 %, виробництво — 12,1 %.